# Référendum constitutionnel islandais de 1944
Pour un article plus général, voir Fondation de la république en Islande.
Le référendum constitutionnel islandais de 1944 se tient du 20 au 23 mai 1944 afin de permettre à la population de se prononcer sur deux questions.
La première porte sur l'abrogation de l'Acte d'Union dano-islandais, mettant ainsi fin au statut de Royaume d'Islande en Union personnelle avec le Royaume de Danemark.
La seconde porte sur l'adoption d'une nouvelle constitution qui fait passer le pays d'une monarchie constitutionnelle à une république parlementaire.
Les deux propositions sont approuvées à d'écrasantes majorité de plus de 98 % des suffrages exprimés, pour un taux de participation de 98,36 %. En conséquence, la république est officiellement proclamée le 17 juin 1944.

## Contexte

### Acte d'union de 1918

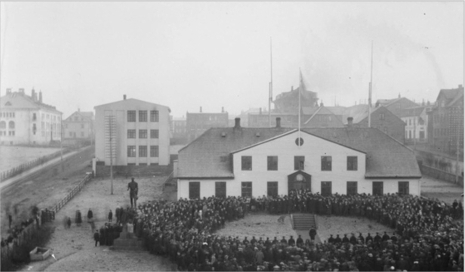
Foule célébrant l'entrée en vigueur de l'Acte d'Union le 1er décembre.

En réaction au mouvement indépendantiste islandais, le Danemark et l'Islande, alors autonome, entament des négociations en 1917 qui aboutissent à la réunion d'une commission parlementaire dano-islandaise en juillet 1918 à Reykjavik afin de renégocier le statut de l'Islande. Cette commission aboutit à la rédaction de l'Acte d'Union dano-islandais. Approuvé par référendum en octobre 1918, il fait de l'État autonome islandais un État souverain et indépendant, tout en restant un royaume en union personnelle avec le Royaume de Danemark, c'est-à-dire conservant le même souverain. L'acte voit par ailleurs l'Islande confier au Danemark la gestion des affaires étrangères du royaume. Approuvé par la population à une très large majorité de 92,55 % des suffrages exprimés, l'acte d'union est voté à l'Althing le 10 novembre 1918, et entre en vigueur le 1er décembre suivant. Le jeune royaume adopte par la suite une nouvelle constitution le 18 mai 1920.
L'acte ne peut être renégocié avant une période de vingt cinq ans. Il prévoit des conditions d'abrogation très difficiles à mettre en œuvre, avec un minimum de trois ans de négociations suivies d'un vote à la majorité qualifiée des deux tiers des membres de l'Althing, puis d'un référendum approuvé à la majorité des trois quarts des suffrages exprimés, couplé à une participation minimale de trois quarts des inscrits islandais,,,.

### Seconde guerre mondiale

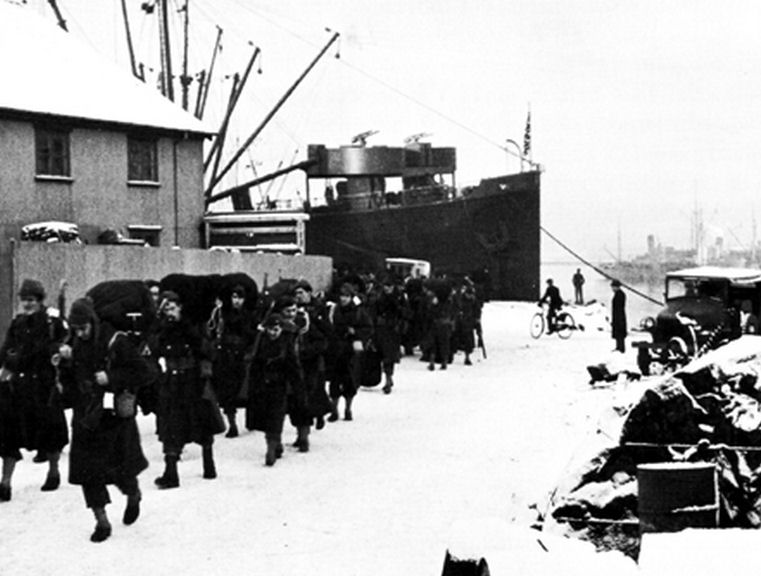
Arrivée des troupes américaines en Islande en janvier 1942.

En avril 1940, dans le cadre de l'opération Weserübung, l'Allemagne nazie envahit le Danemark. L'Althing décide alors d'accorder au gouvernement islandais la gestion de la politique étrangère de l'île, domaine jusqu'alors réservé au gouvernement danois. Le gouvernement islandais ayant refusé de coopérer avec le Royaume-Uni — ce qui aurait impliqué que l'Islande abandonne sa neutralité — les forces armées britanniques envahissent l'Islande le 10 mai 1940. En 1941, après décision de l'Althing, Sveinn Björnsson devient régent du royaume et se voit attribuer les prérogatives normalement détenues par le roi. L'occupation par l'armée britannique est suivie de l'arrivée de troupes américaines en janvier 1942.
L'Acte d'Union dano-islandais de 1918 étant renégociable au bout de vingt-cinq ans, cette échéance arrive à son terme à la fin de l'année 1943, alors que le Danemark est toujours occupé par l'Allemagne et se trouve donc dans l'impossibilité de renégocier le traité. L'Althing décide alors d'agir unilatéralement, malgré l'opposition de certains intellectuels et personnalités politiques islandais, et le choc ressenti par certains Danois.

## Résultats
| Pour                     | 71 122 | 99,47  | 69 435 | 98,51 |       |       |
| Contre                   | 377    | 0,53   | 1 051  | 1,49  |       |       |
|                          |        |        |        |       |       |       |
| Votes valides            | 71 499 | 97,87  | 70 486 | 96,48 |       |       |
| Votes invalides          | 754    | 1,03   | 518    | 0,71  |       |       |
| Votes blancs             | 805    | 1,10   | 2 054  | 2,81  |       |       |
| Total                    | 73 058 | 73 058 | 73 058 | 100   | 100   | 100   |
| Abstentions              | 1 214  | 1 214  | 1 214  | 1,66  | 1,66  | 1,66  |
| Inscrits / Participation | 74 272 | 74 272 | 74 272 | 98,36 | 98,36 | 98,36 |

## Conséquences
Les Islandais se prononcent à plus de 98 % pour la fin de l'union avec le Danemark, ainsi que pour la constitution républicaine. La république d'Islande est proclamée à Þingvellir le 17 juin 1944, date anniversaire de la naissance du dirigeant indépendantiste historique, Jón Sigurðsson. Sveinn Björnsson en devient le premier président. Cet événement marque la fin de la lutte pour l'indépendance en Islande : le 17 juin est depuis célébré tous les ans comme fête nationale islandaise.
Étant donné que le Danemark était encore sous occupation allemande, de nombreux Danois se sentent à l'époque offensés par le fait que cette étape ait été franchie dans cette situation. En dépit de cela, le roi de Danemark, Christian X, envoie un message de félicitations au peuple islandais.